# Ohio (CSNY)
Ohio is een protestlied van Crosby, Stills, Nash & Young.
Neil Young schreef "Ohio" naar aanleiding van het Kent State-bloedbad, waarbij vier protesterende studenten door de Nationale Garde werden doodgeschoten. Hij werd hiertoe geïnspireerd door een foto van een van de gedode studenten in het tijdschrift Life. Hij gebruikte de D-A-d-g-a-d-stemming. Het liedje werd op 15 mei 1970 live opgenomen. Reprise Records gaf het in juni dat jaar als single uit, met op de B-kant het door Stephen Stills geschreven "Find the cost of freedom". Een aantal radiozenders deed het liedje in de ban. Crosby, Stills, Nash & Young, die eerder dat jaar succes hadden met hun album Déjà Vu, bereikten met de single de veertiende plaats in de Billboard Hot 100.
De live-versie stond op de elpee 4 way street (1971). Een in de studio opgenomen versie stond op de compilatiealbums So far (1974) en Decade (1977). David Crosby en Graham Nash speelden "Ohio" ook bij hun concerten zonder Young en Stills. The Isley Brothers namen in 1971 een medley van "Ohio" en Jimi Hendrix' "Machine gun" op voor hun album Givin' it back.
Het Amerikaanse muziekblad Rolling Stone plaatste in 2004 "Ohio" op de 395ste plaats in hun lijst van de vijfhonderd beste liedjes aller tijden.
David Crosby · Stephen Stills · Graham Nash · Neil Young